# BYD Tang
BYD Tang — гибридный полноразмерный кроссовер и электромобиль на базе BYD S6.
Впервые был представлен в июне 2015 года в Китае. В 2016 году BYD Tang являлся одним из самых продаваемых автомобилей Китая. С апреля 2018 года выпускается с электродвигателем.
К декабрю 2018 года было продано 101 518 экземпляров. С 2021 года автомобиль продаётся в Норвегии.

## Первое поколение
Первое поколение BYD Tang выпускалось с 2015 по 2018 год на базе BYD S6. Автомобиль оснащался литий-железо-фосфатным аккумулятором с запасом хода 50 км и двигателем внутреннего сгорания объёмом 2,0 литра, мощностью 202 л. с. и крутящим моментом 320 Н⋅м.

### Галерея

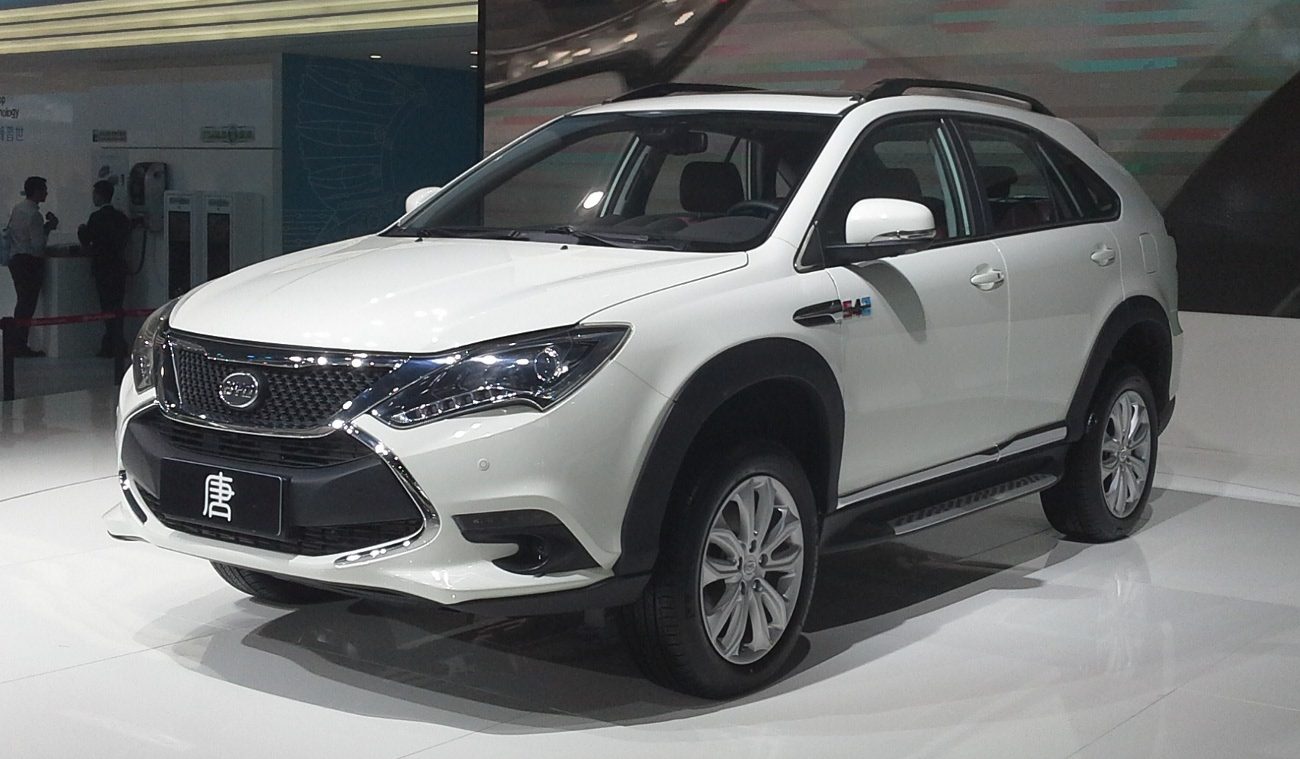
BYD Tang
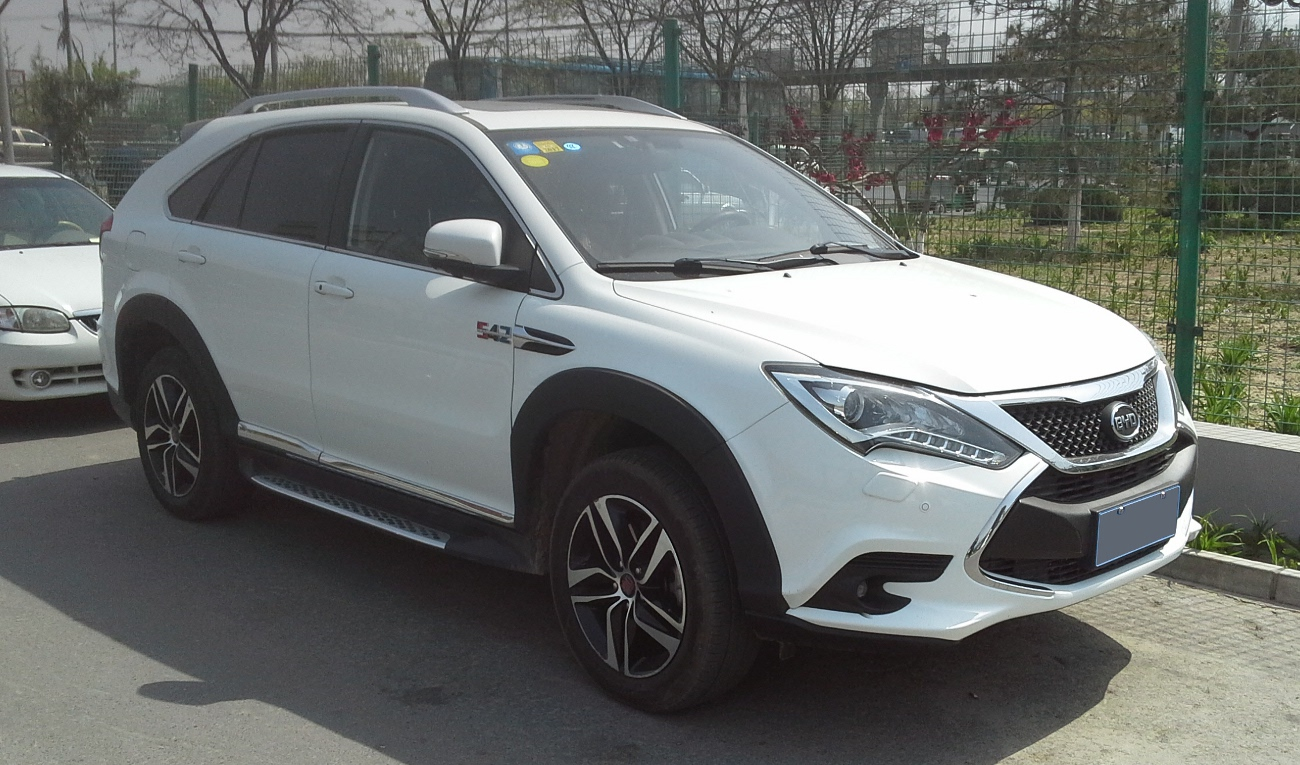
Вид спереди
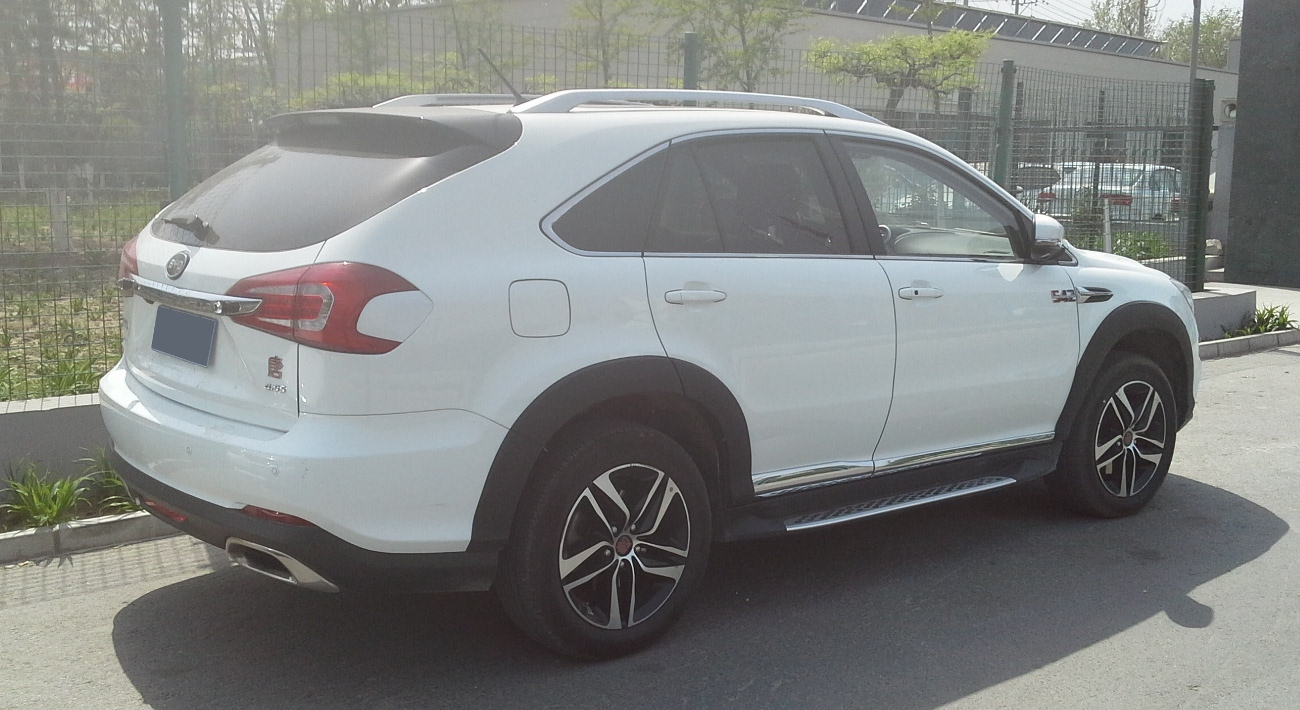
Вид сзади

## Второе поколение
Второе поколение BYD Tang выпускается с апреля 2018 года. В семейство входят электромобили Tang EV600 и EV600D и подзаряжаемые гибриды DM. В 2021 и 2022 годах автомобиль прошёл рестайлинг. С конца лета 2021 года автомобиль продаётся в Норвегии, а с 2023 года — в России.
В 2023 году BYD TANG получил 5 звёзд рейтинга EuroNCAP.

### Галерея

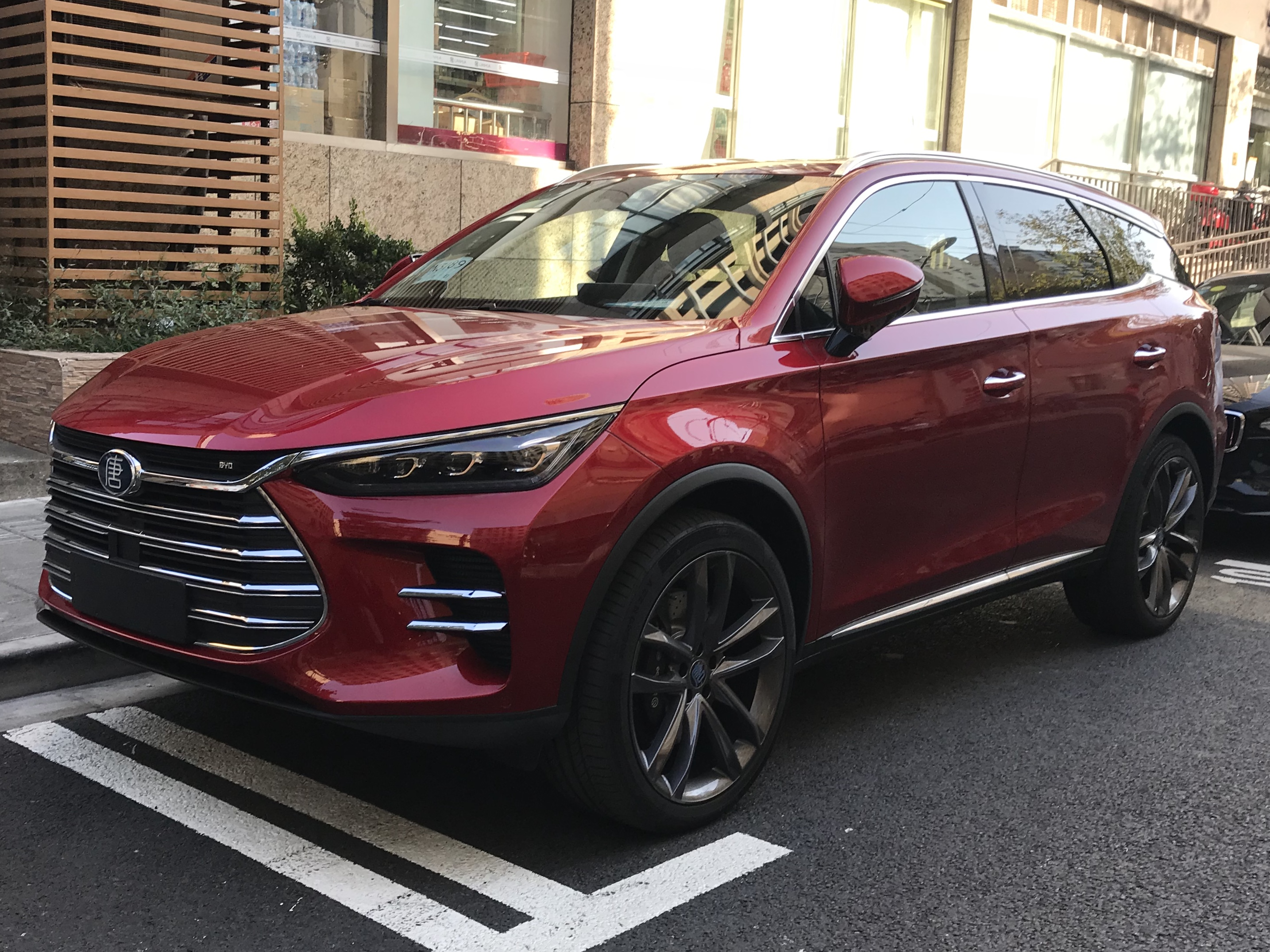
BYD Tang II
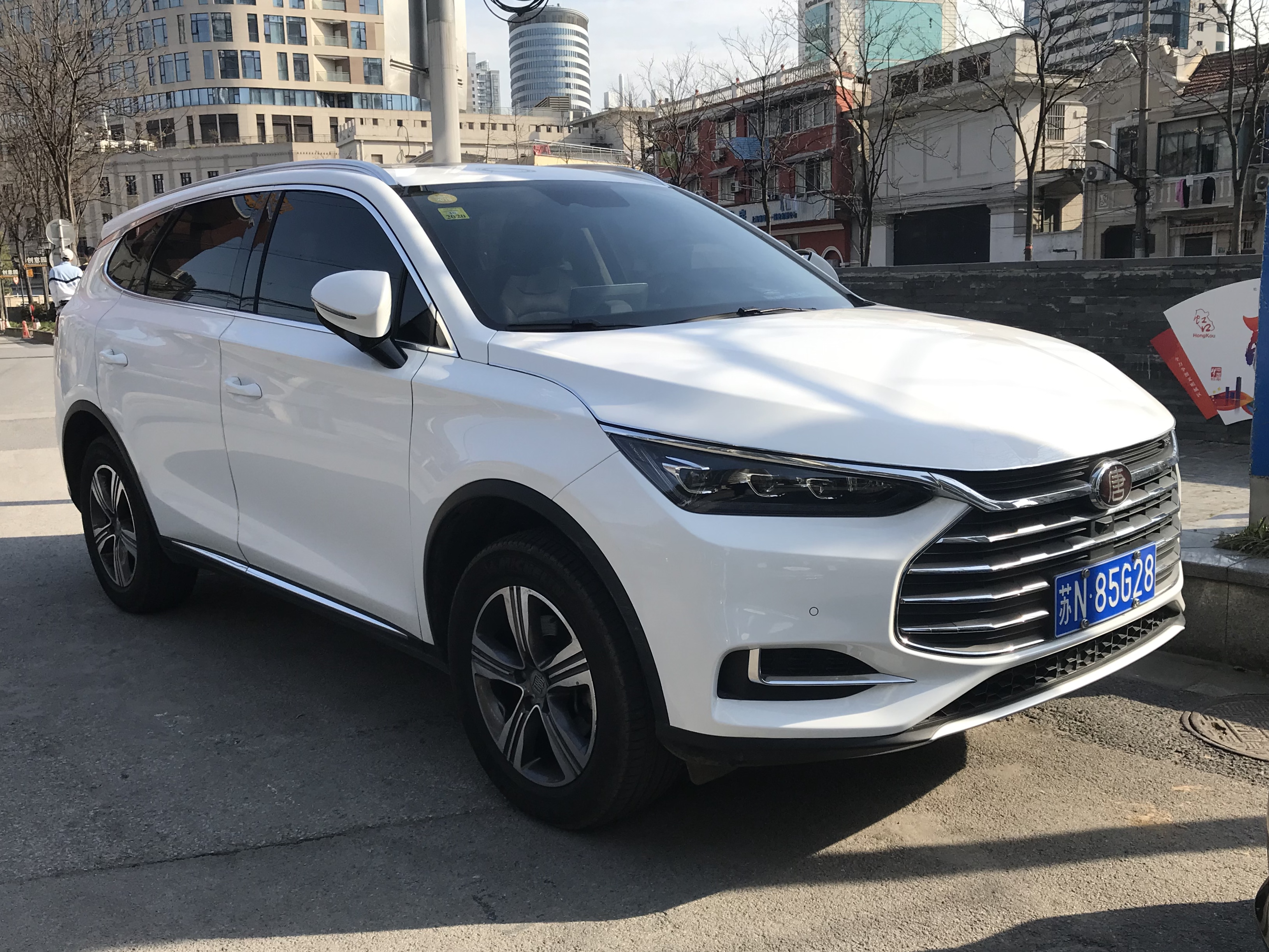
BYD Tang II
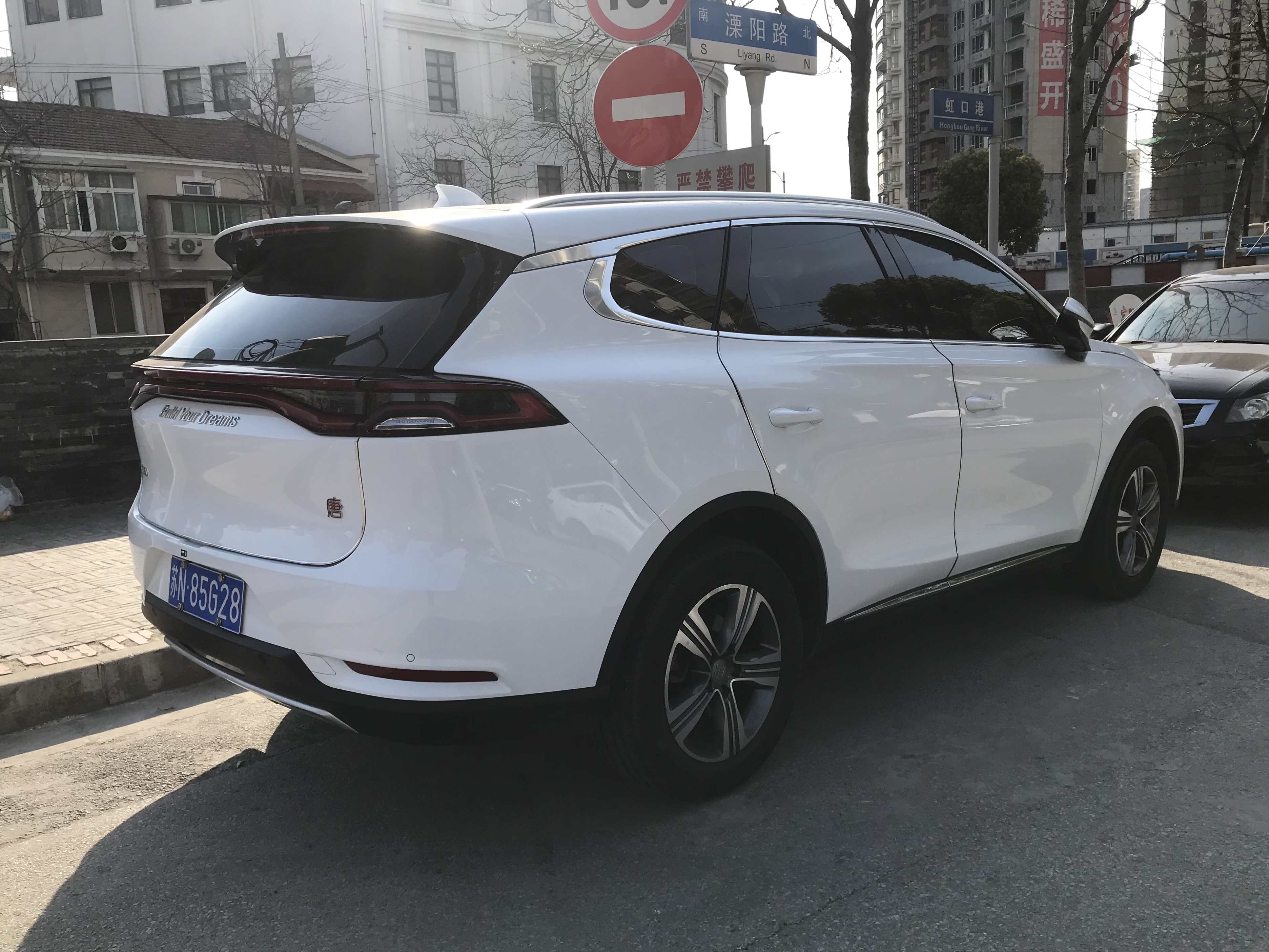
Вид сзади
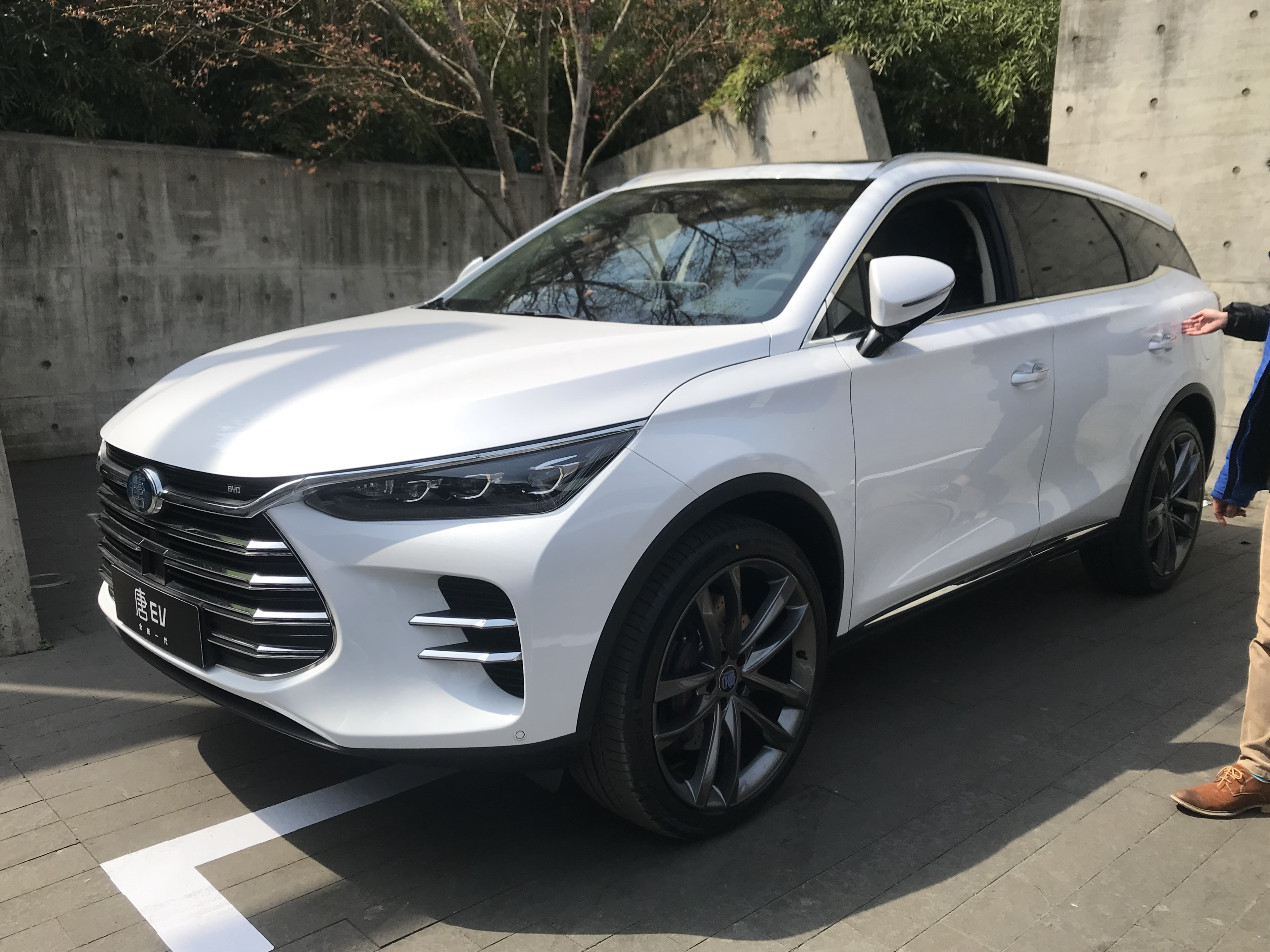
BYD Tang II EV
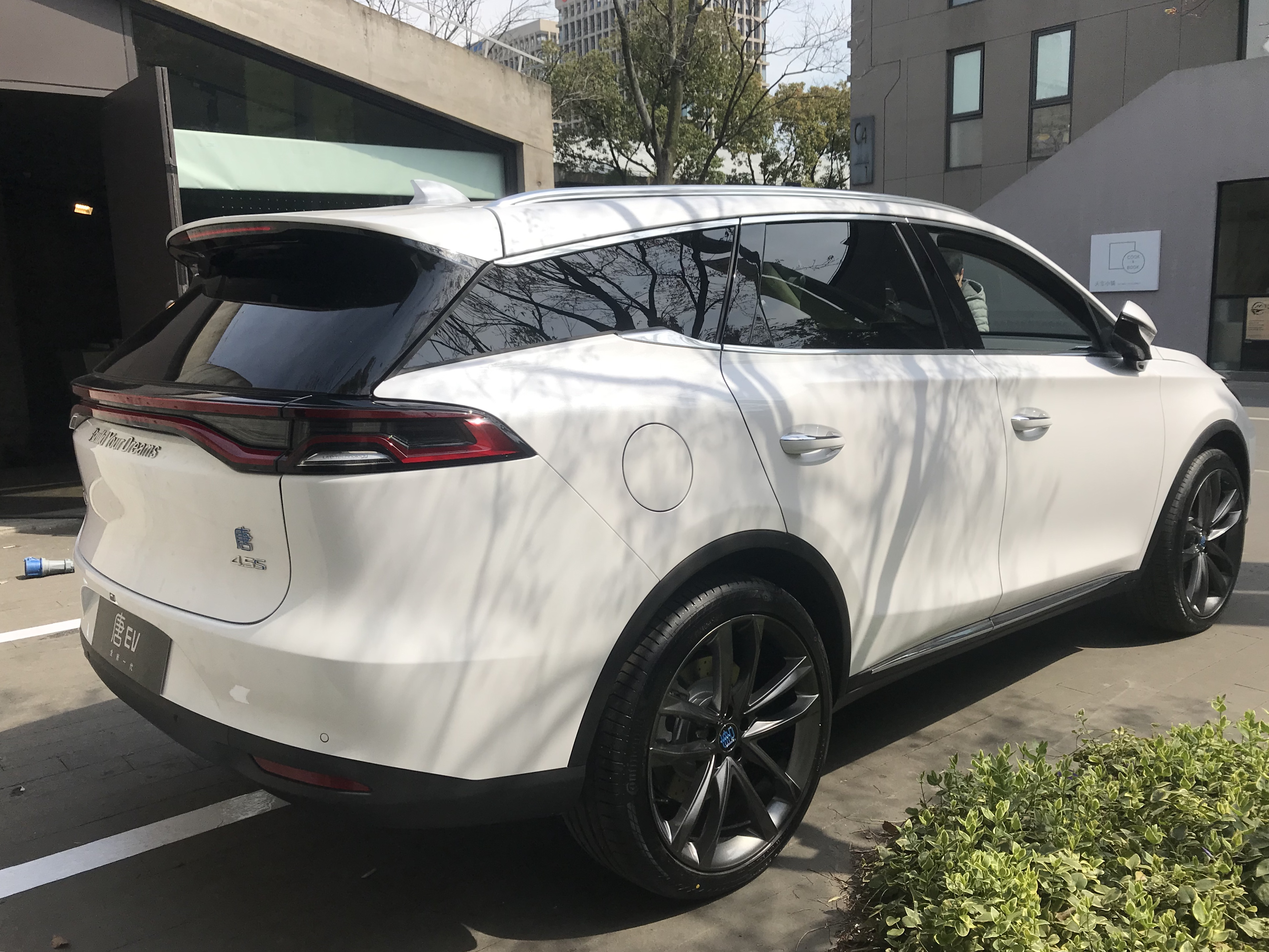
BYD Tang II EV
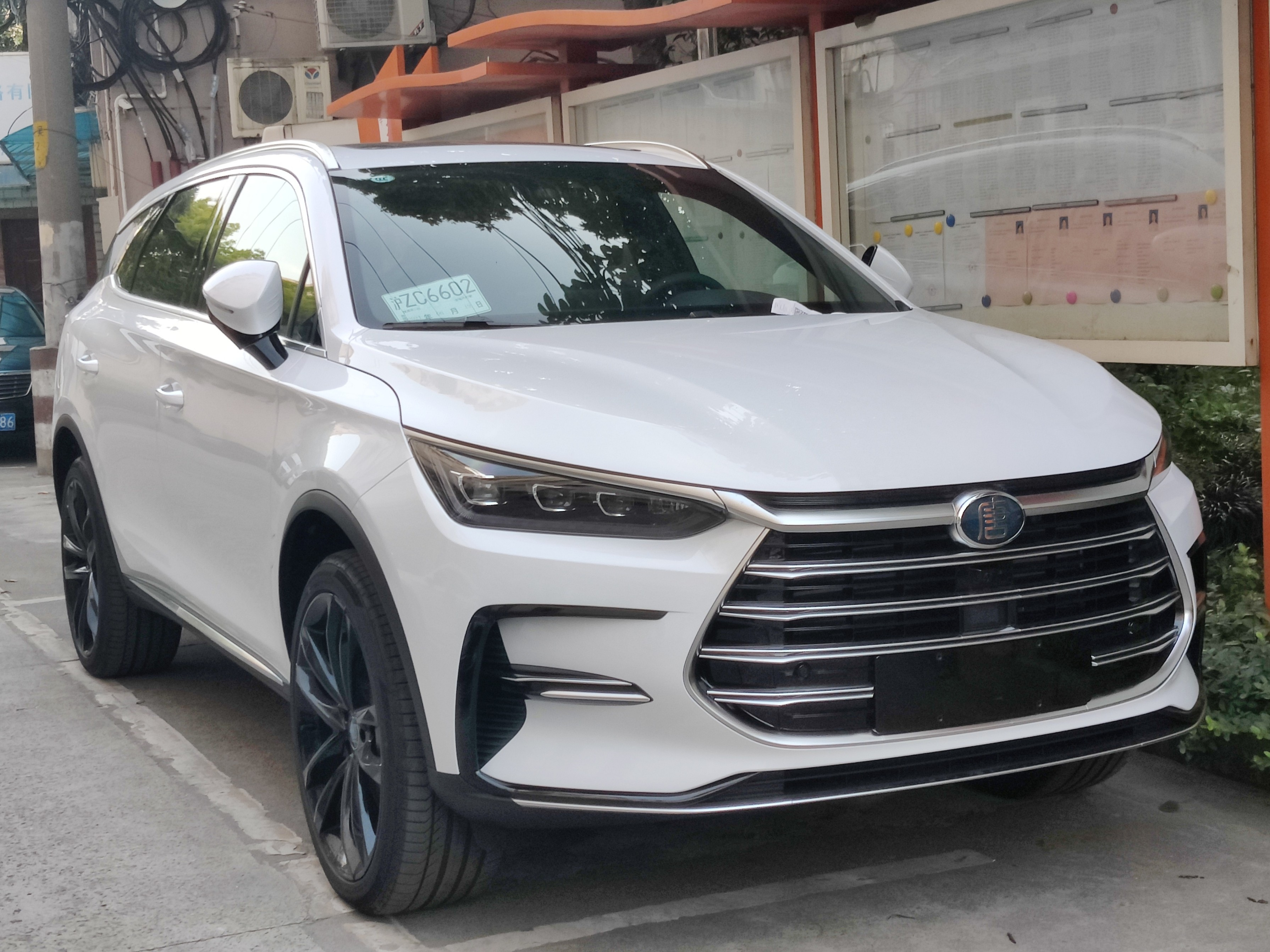
BYD Tang II DM-i
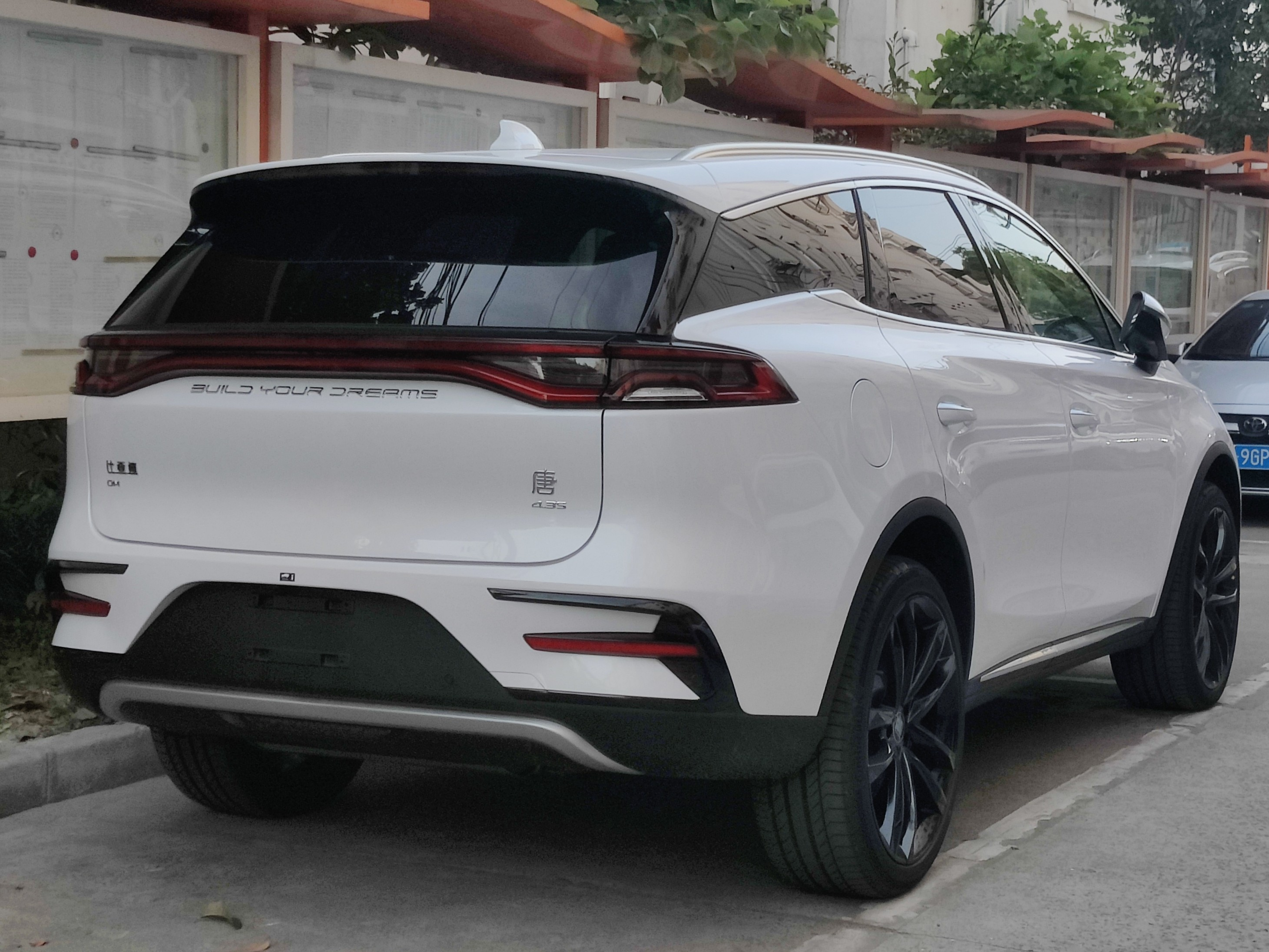
BYD Tang II DM-i
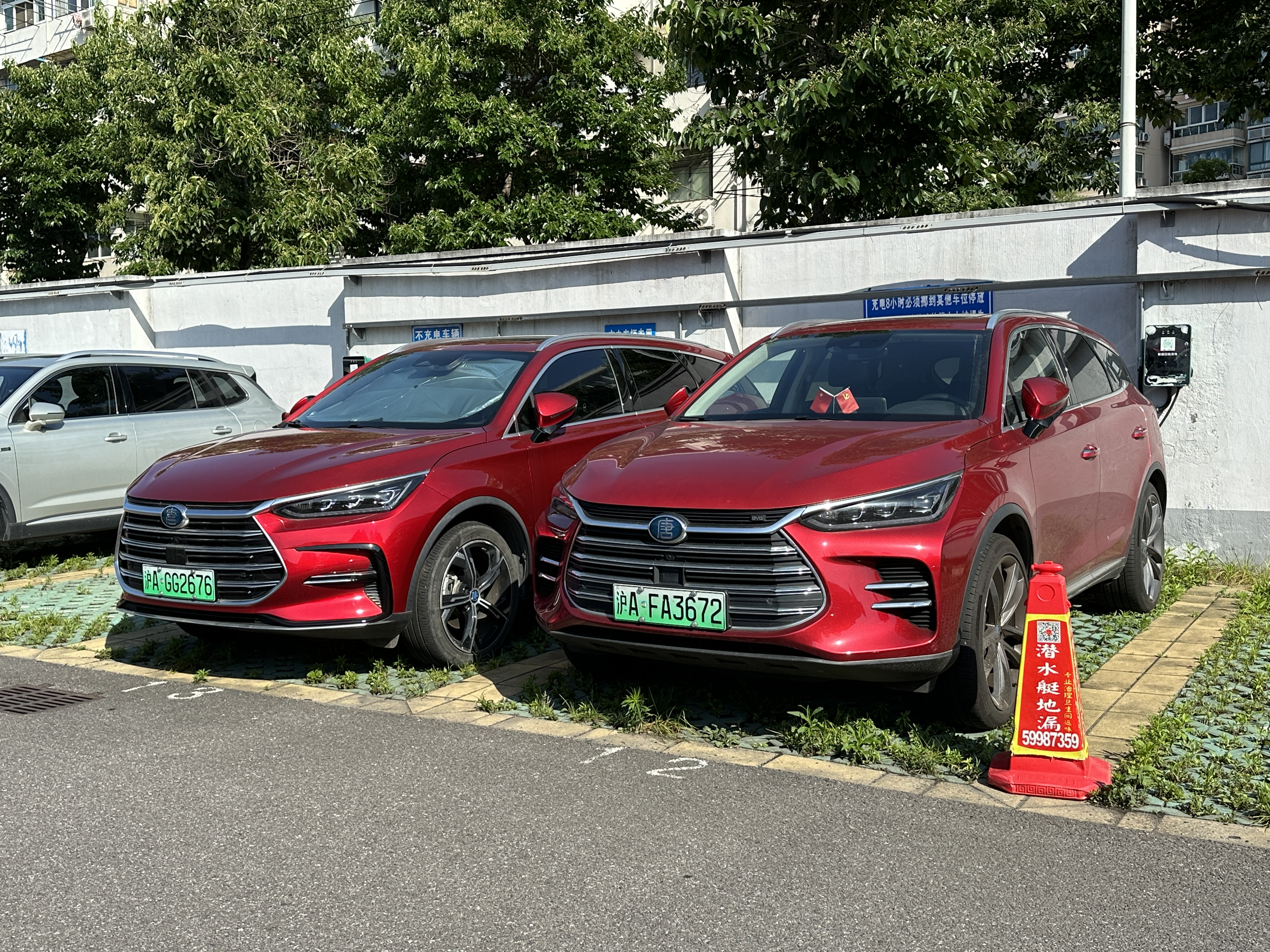
BYD Tang II DM-i (слева) и DM (справа)
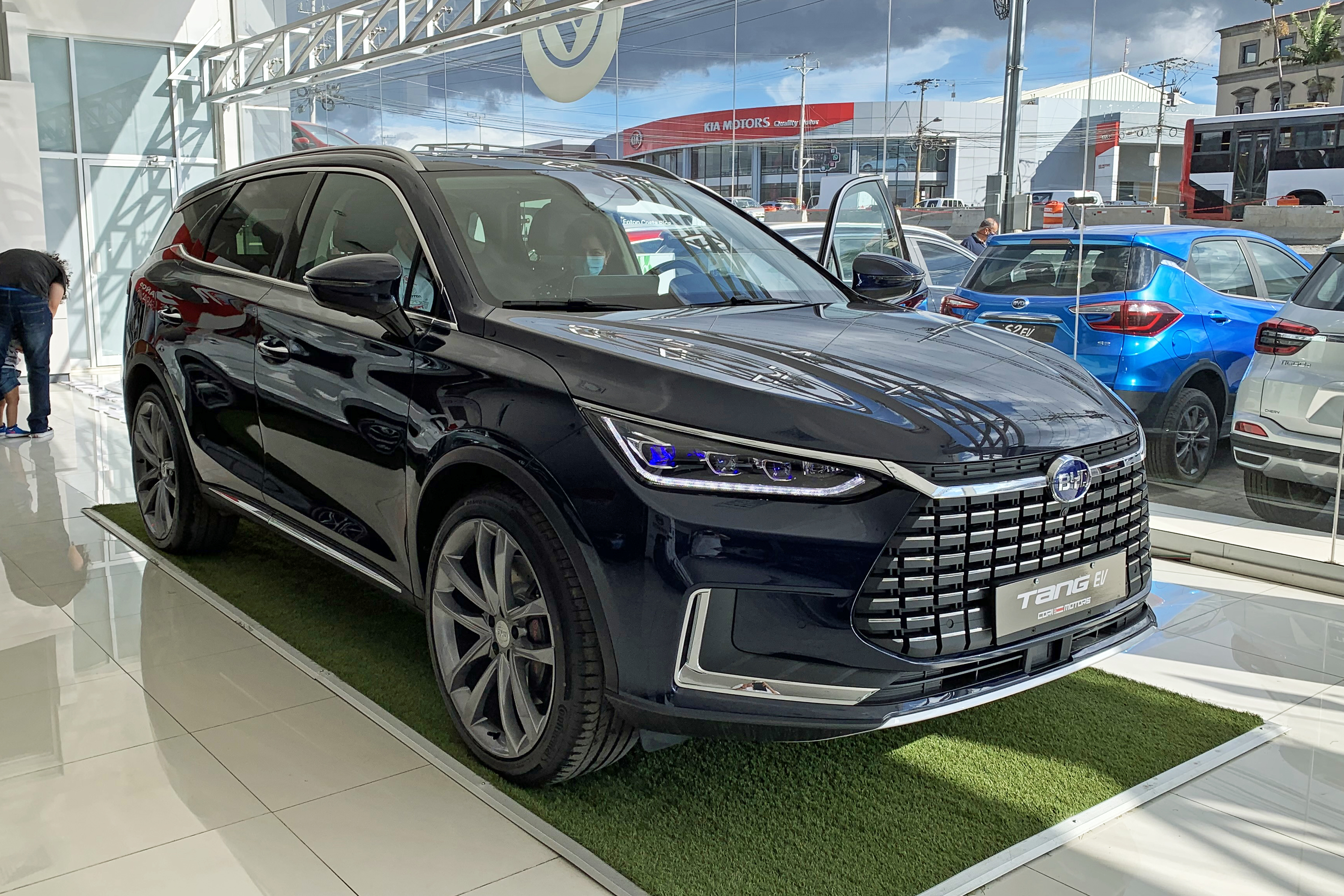
BYD Tang EV (рестайлинг)
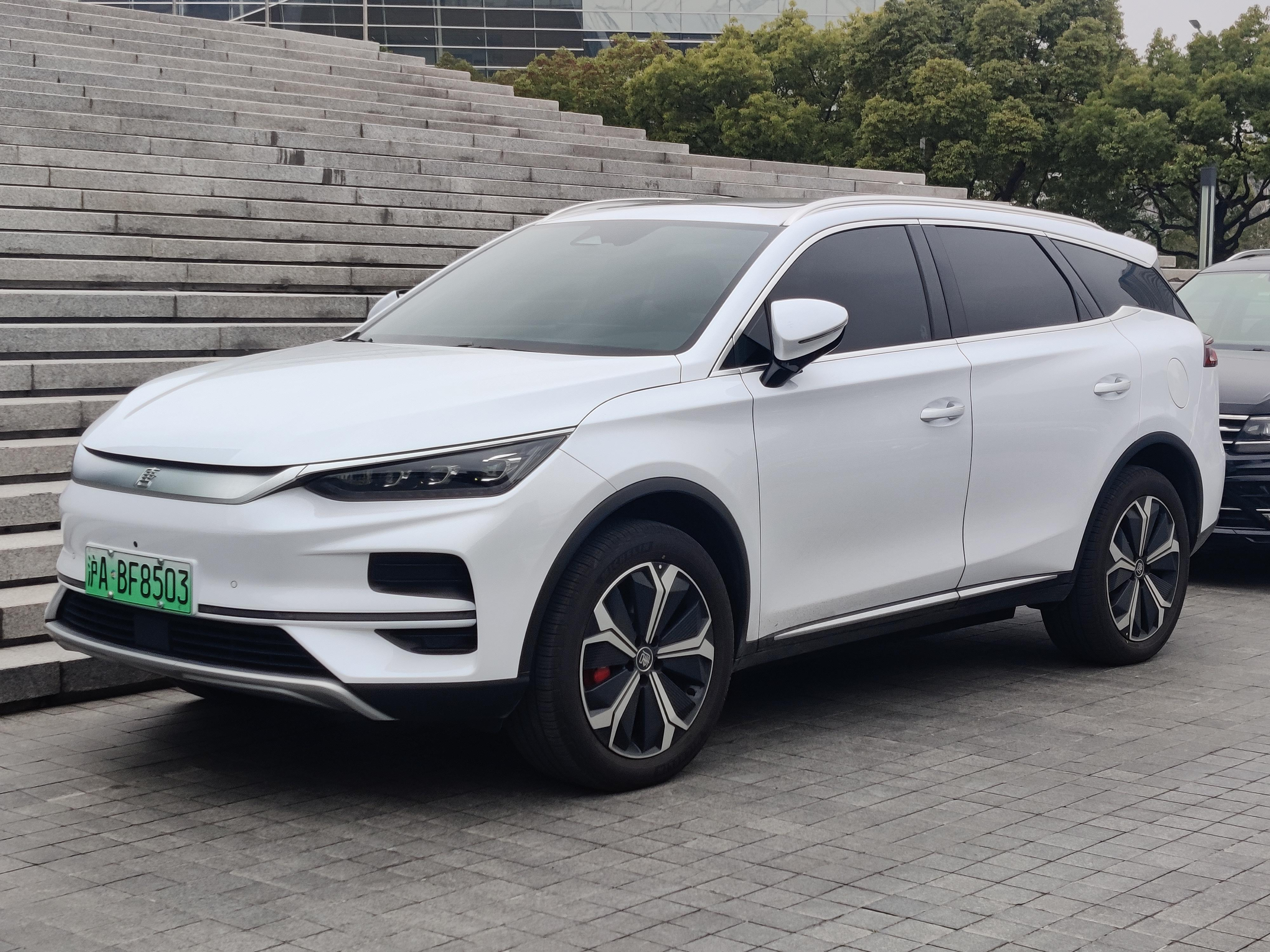
BYD Tang II EV (рестайлинг)
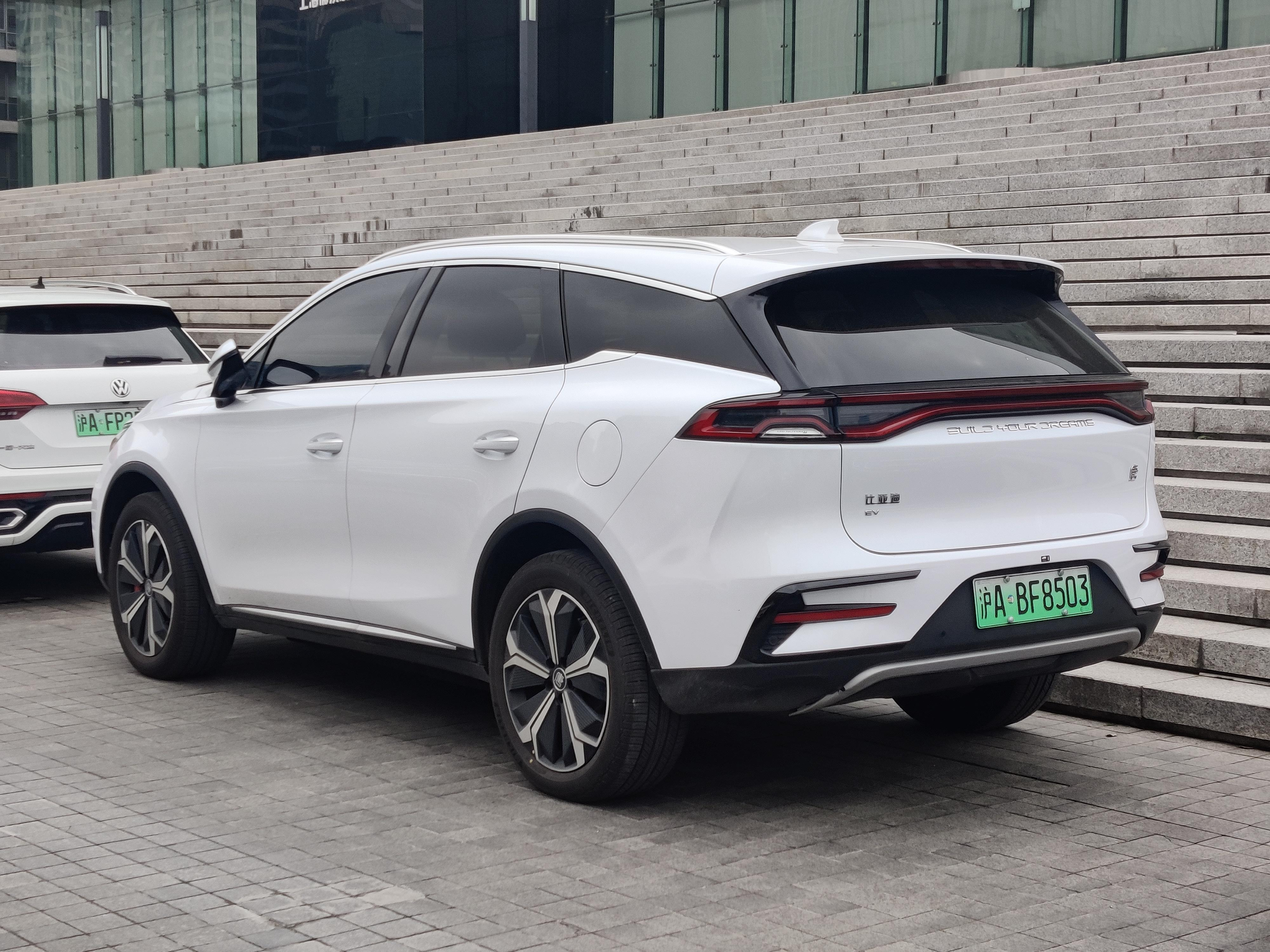
Вид сзади
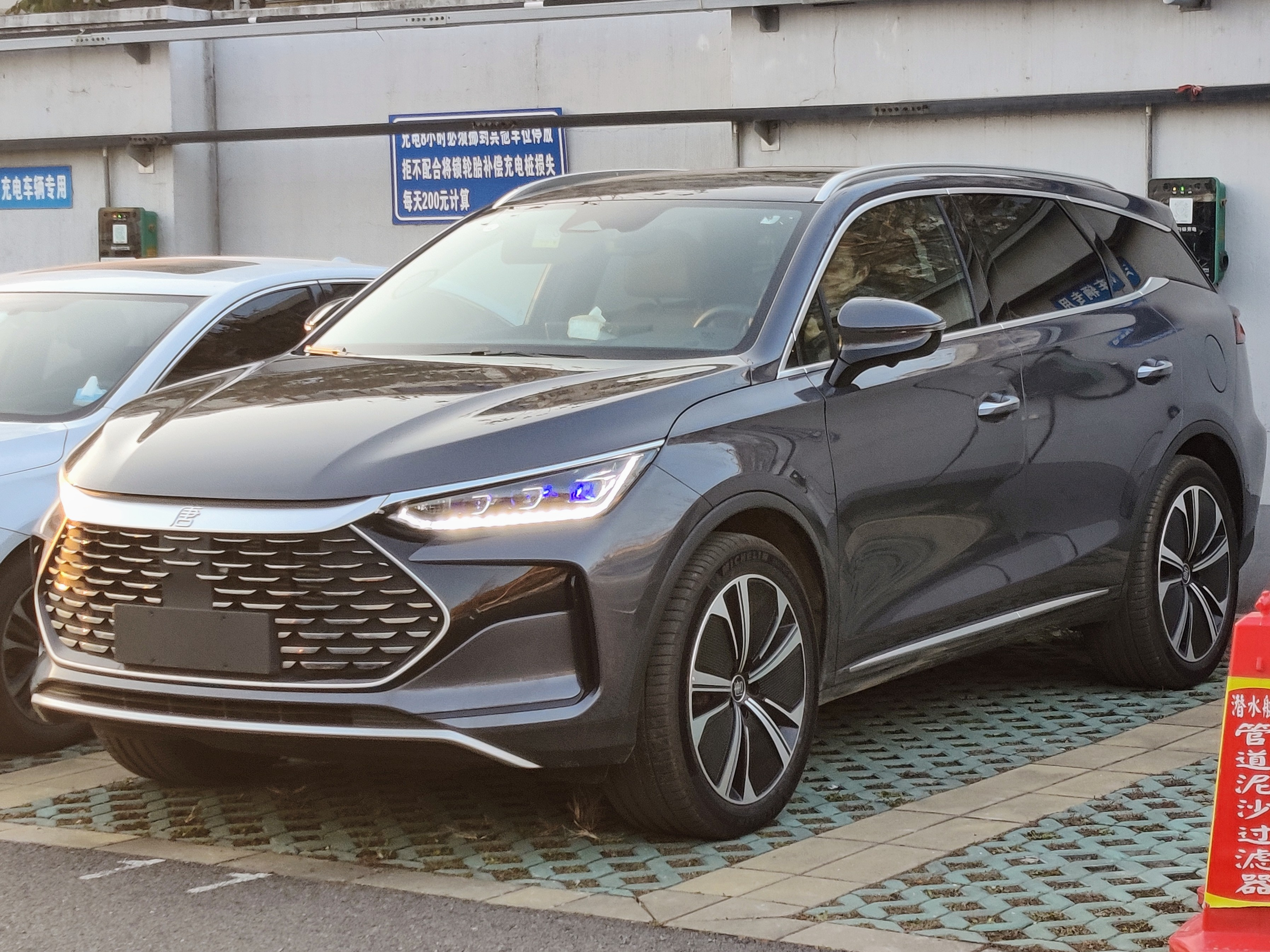
BYD Tang II DM-p
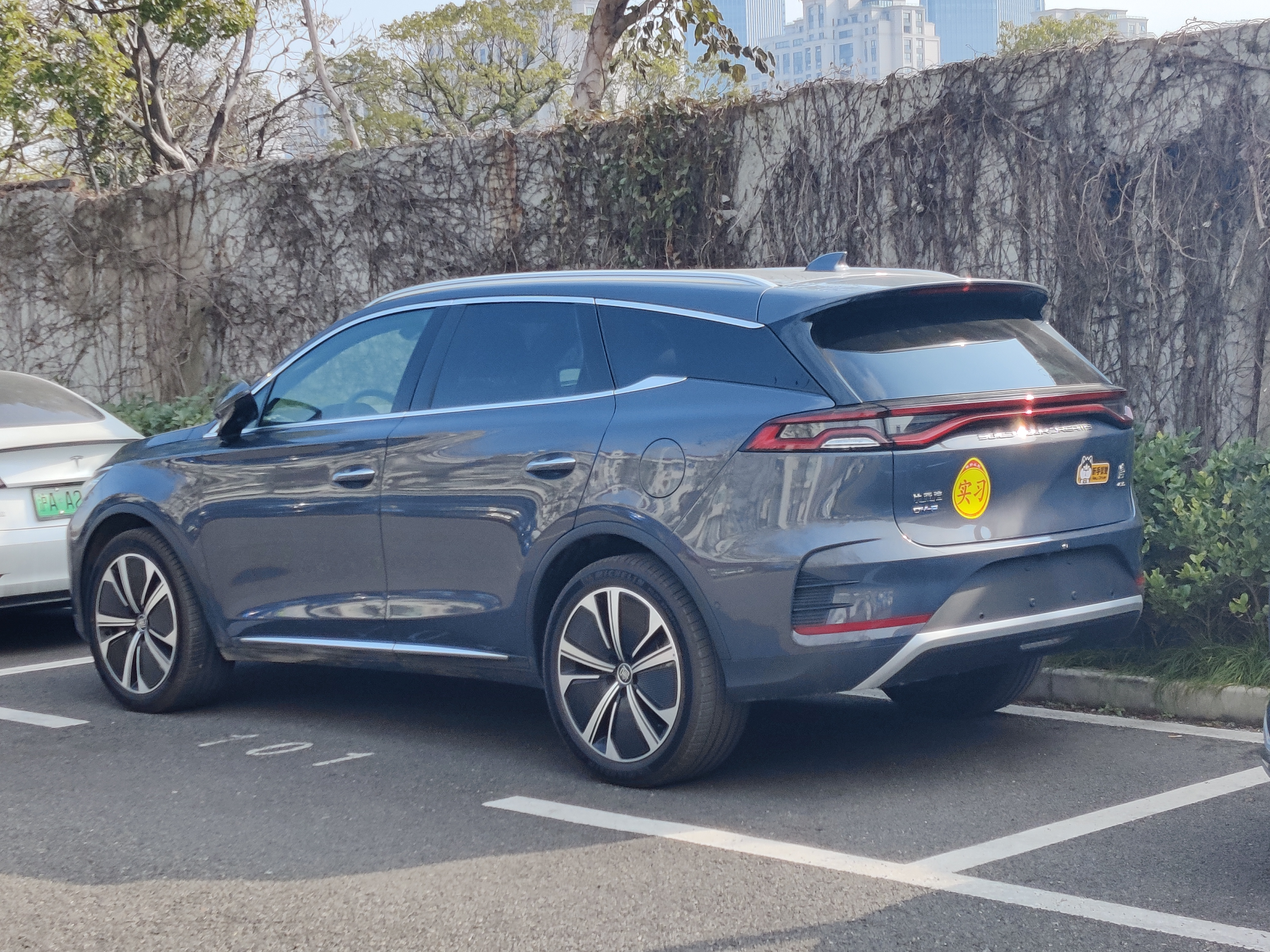
BYD Tang II DM-p

## Tang L (2025)
BYD Tang L был представлен в январе 2025 года в Китае.